# 2,5-Dimetoksy-4-bromoamfetamina
2,5-Dimetoksy-4-bromoamfetamina (DOB, brolamfetamina) – psychodeliczna substancja psychoaktywna, pochodna fenyloetyloaminy.
DOB został otrzymany po raz pierwszy przez Alexandra Shulgina w roku 1967. Dawkowanie, zgodnie z PIHKAL dla racematu waha się w przedziale 1 do 3 mg, jest to zatem niebywale aktywna substancja. Czas działania tej substancji jest bardzo długi (18 do 30 godzin po zażyciu) podobnie jak czas potrzebny, aby zaczęła działać (3 do 4 godzin). Działanie DOB jest podobne do LSD, lecz bardziej przejrzyste i stymulujące.